# Franz von Hausmann
Franz von Hausmann de Bolzano (16 de septiembre de 1810 - 4 de agosto de 1878) fue un botánico austríaco, profesor de botánica en la Universidad de Marburgo.

## Biografía
Hausmann escribió Flora von Tirol entre 1851 y 1854, donde hace recuento de las plantas que se encuentran en los campos y jardines del Tirol. En 1853 Hausmann nombró la planta Carex ornithopodioides en un suplemento de la flora local de la ciudad de Marburgo, Austria, y 37 especies más.

## Honores

### Epónimos
- (Asteraceae) Cirsium hausmannii Treuinfels[2]
- (Asteraceae) Hieracium hausmannii Sch.Bip. ex Nyman[3]
- (Campanulaceae) Fockeanthus × hausmannii (Rchb.f.) Wehrh.[4]
- (Crassulaceae) Sempervivum hausmannii Lehm. & Schnittsp.[5]
- (Cyperaceae) Carex hausmannii Tappeiner in Kalela[6]
- (Lamiaceae) Thymus hausmannii Heinr.Braun[7]
- (Rosaceae) Rosa hausmannii Dalla Torre & Sarnth.[8]
- (Saxifragaceae) Saxifraga × hausmannii Kern.[9]
- (Scrophulariaceae) Pedicularis hausmannii Huter[10]

- La abreviatura «Hausm.» se emplea para indicar a Franz von Hausmann como autoridad en la descripción y clasificación científica de los vegetales.[11]